# Iso Camartin

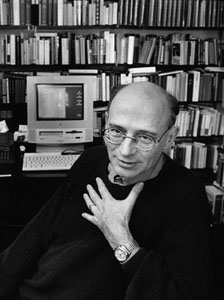
Iso Camartin (1998)

Iso Camartin (* 24. März 1944 in Chur) ist ein Schweizer Publizist, Schriftsteller und Fernsehmoderator.

## Werdegang
Iso Camartin wuchs in Disentis auf, wo er die Klosterschule besuchte. Ab 1965 studierte er Philosophie und Romanistik in München, Bologna und Regensburg; er promovierte 1971 über Kant und Fichte. 1974 heiratete er die deutsche Neurobiologin und Biochemikerin Melitta Schachner Camartin. Von 1974 bis 1977 arbeitete er als Research Fellow am «Center for European Studies» der Harvard University. Neben seinem publizistischen Schaffen hatte er Lehraufträge an verschiedenen Schweizer Universitäten inne.
Von 1985 bis 1997 war er ordentlicher Professor für rätoromanische Literatur und Kultur an der ETH Zürich sowie an der Universität Zürich. Im akademischen Jahr 1989/1990 war Carmartin Fellow am Wissenschaftskolleg zu Berlin. Zwischen 1996 und 1998 war er auch Moderator der Sendung Sternstunde Kunst auf SF 1. Von 2000 bis 2003 leitete er die Kulturabteilung des Schweizer Fernsehens. Seither ist er als freier Publizist und Schriftsteller tätig. 2005 hielt er die Eröffnungsrede für den Ingeborg-Bachmann-Preis in Klagenfurt.
Iso Camartin ist Mitglied der Deutschen Akademie für Sprache und Dichtung und der Schriftstellervereinigung Autorinnen und Autoren der Schweiz. Er lebt in Zürich. Sein Archiv befindet sich seit 2020 im Schweizerischen Literaturarchiv in Bern.

## Auszeichnungen (Auswahl)
- 1984: Oertli-Preis
- 1986: Prix européen de l’essai Charles Veillon (Europäischer Essaypreis Charles Veillon)
- 1988: Conrad-Ferdinand-Meyer-Preis
- 1997: Prix Lipp littéraire
- 1998: Johann-Heinrich-Merck-Preis[1]

## Werke (Auswahl)
- Kants Schematismuslehre und ihre Transformation beim frühen Fichte. Zur Ausformung des Identitätsdenkens. Dissertation, Regensburg 1971.
- Land und Volk der Rätoromanen. Eine Kultur- und Sprachgeschichte. Zusammen mit Robert H. Billigmeier. Huber, Frauenfeld 1983.
- Nichts als Worte? Ein Plädoyer für Kleinsprachen. Artemis, Zürich 1985, ISBN 3-7608-0656-2.
- Lob der Verführung. Essays über die Nachgiebigkeit. Artemis, Zürich 1987, ISBN 3-7608-0731-3.
- Karambolagen. Geschichten und Glossen. Artemis, Zürich 1990, ISBN 3-7608-1046-2.
- Von Sils-Maria aus betrachtet. Ausblicke vom Dach Europas. Suhrkamp, Frankfurt am Main 1991, ISBN 3-518-40387-7.
- Die Bibliothek von Pila. Suhrkamp, Frankfurt am Main 1994, ISBN 3-518-40646-9.
- Nelke und Caruso. Über Hunde. Eine Romanze. Zusammen mit Verena Aufferman. Berlin Verlag, Berlin 1997, ISBN 3-8270-0236-2.
- Der Teufel auf der Säule. 52 Flash-Geschichten. Suhrkamp, Frankfurt am Main 1998, ISBN 3-518-40959-X.
- Graziendienst. Suhrkamp, Frankfurt am Main 1999, ISBN 3-518-41036-9.
- Hinauslehnen. Geschichten, Glossen. Suhrkamp, Frankfurt am Main 2000, ISBN 3-518-39571-8.
- Jeder braucht seinen Süden. Suhrkamp, Frankfurt am Main 2003, ISBN 3-518-41446-1.
- Belvedere. Das schöne Fernsehen. Suhrkamp, Frankfurt am Main 2005, ISBN 3-518-41688-X.
- Bin ich Europäer? Eine Tauglichkeitsprüfung. C. H. Beck, München 2006, ISBN 978-3-406-55071-3.
- Die Geschichten des Herrn Casparis. C. H. Beck, München 2008, ISBN 978-3-406-57036-0.
- Schweiz (Reihe Die Deutschen und ihre Nachbarn). C. H. Beck, München 2008, ISBN 978-3-406-57856-4.
- Im Garten der Freundschaft. Eine Spurensuche. C. H. Beck, München 2011, ISBN 978-3-406-62158-1.
- Die Kunst des Lobens: Zur Rhetorik der Lobrede. AB Die Andere Bibliothek, Berlin 2018, ISBN 978-3-8477-0401-0.
- Die Reise zu den Zedern: Aufzeichnungen eines Klostergärtners. Zusammen mit Verena Füllemann. Desertina Verlag, Chur 2019, ISBN 978-3-85637-503-4.
- Verdorbene Buchstaben, heilige Schriften und letzte Worte. Eine Sammler-Reise durch Schriftkulturen und -traditionen. Rüffer & Rub, Zürich 2024, ISBN 978-3-907351-04-8.